# Chelmsford
Chelmsford är en stad i grevskapet Essex i England. Staden är huvudort för såväl distriktet City of Chelmsford som grevskapet och ligger vid floden Chelmer, cirka 48 kilometer nordost om centrala London. Tätortsdelen (built-up area sub division) Chelmsford hade 110 507 invånare vid folkräkningen år 2011.
Under Peasants' Revolt (Bondeupproret) 1381 var Chelmsford säte för Englands regering under en vecka.
Staden nämndes i Domedagsboken (Domesday Book) år 1086, och kallades då Celmeresfort.